# Julus triplicatus
Julus triplicatus är en mångfotingart som beskrevs av Brandt 1841. Julus triplicatus ingår i släktet Julus och familjen kejsardubbelfotingar. Inga underarter finns listade i Catalogue of Life.